# الحرب السيليزية الأولى
الحرب السيليزية الأولى هي صراع بين بروسيا والنمسا استمر من 1740 حتى 1742، أدت إلى استيلاء بروسيا على معظم المناطق السيليزية (غرب بولندا الآن) من النمسا. دارت الحرب في سيليزيا ومورافيا وبوهيميا (أراضي التاج البوهيمي) بشكل رئيسي، وشكلت مسرحًا لحرب الخلافة النمساوية الواسعة. كانت الأولى في سلسلة الحروب السيليزية الثلاثة بين فريدريش العظيم ملك بروسيا وماريا تيريزا إمبراطورة النمسا في منتصف القرن الثامن عشر، التي انتهت جميعها بسيطرة بروسيا على سيليزيا.
لم يبدأ أي حدث مسبب الحرب. استشهدت بروسيا بأحقية الأسرة الحاكمة منذ قرون في أجزاء من سيليزيا كسببًا للحرب، لكن العوامل الواقعية السياسية والجيوستراتيجية لعبت أيضًا دورًا في إثارة الصراع. ووفرت خلافة ماريا تيريزا المتنازع عليها على ملكية هابسبورغ فرصة لبروسيا لتقوية نفسها بالنسبة للمنافسين الإقليميين مثل ساكسونيا وبافاريا.
بدأت الحرب بغزو بروسيا لهابسبورغ سيليزيا في أواخر عام 1740، وانتهت بانتصار بروسيا وفقًا لمعاهدة برلين عام 1742، التي اعترفت باستيلاء بروسيا على معظم سيليزيا وأجزاء من بوهيميا. استمرت حرب الخلافة النمساوية الواسعة في هذه الأثناء، وأسفر الصراع على سيليزيا إلى جر النمسا وبروسيا إلى حرب سيليزية ثانية متجددة بعد عامين فقط. كانت حرب سيليزيا الأولى هزيمة غير متوقعة لملكية هابسبورغ على يد قوة ألمانية أضعف، وبدأت التنافس البروسي النمساوي الذي ساهم في تشكل السياسة الألمانية لأكثر من قرن.

## السياق والأسباب
في أوائل القرن الثامن عشر، طالب آل هوهنتسولرن الحاكمون في براندنبورغ – بروسيا بحقهم بالحكم في دوقيات سيليزيا المختلفة داخل مقاطعة هابسبرغ في سيليزيا، وهي منطقة مزدهرة ومزدحمة ومجاورة لمنطقة براندنبورغ المركزية في بروسيا. إلى جانب قيمتها كمصدر للدخل الضريبي والناتج الصناعي والمجندين العسكريين، كان لسيليزيا أهمية جيوستراتيجية كبيرة بالنسبة للمتحاربين. شكل وادي أودر الأعلى قناة عسكرية طبيعية بين براندنبورغ وبوهيميا ومورافيا، وكان يمكن لأي القوة تسيطر عليه أن تهدد جيرانها. وتميزت سيليزيا بحدودها الشمالية الشرقية مع الإمبراطورية الرومانية المقدسة، التي تسمح للطرف المسيطر عليها بالحد من نفوذ بولندا وروسيا داخل ألمانيا.

### مطالبات براندنبورغ – بروسيا
استندت المطالبات براندنبورغ – بروسيا في سيليزيا، جزئيًّا، إلى معاهدة التوارث لعام 1537 بين دوق لغنيتسا فريدريش الثاني من سلالة بياست السيليزية والأمير الناخب يواكيم الثاني هيكتور من آل هوهنتسولرن ناخب براندنبورغ، التي تنص على تمرير دوقيات لغنيتسا وفولاو وبريغ السيليزية إلى آل هوهنتسولرن في براندنبورغ إذا انقرضت سلالة بياست السيليزية. في ذلك الوقت، رفض ملك بوهيميا فرديناند الأول من آل هابسبورغ (حاكم سيليزيا الشرعي) الاتفاق وضغط على آل هوهنتسولرن لإبطاله. في عام 1603، وَرث ناخب براندنبورغ يواكيم الثالث فريدريش من آل هوهنتسولرن دوقية ياجيرندورف السيليزية من ابن عمه غيورغ فريدريش مرغريف براندنبورغ-أنسباخ، ونصّب ابنه الثاني يوهان غيورغ دوقًا عليها.
انضم يوهان غيورغ إلى الثورة البوهيمية وحرب الثلاثين عامًا التالية في التمرد ضد الإمبراطور الكاثوليكي الروماني المقدس فرديناند الثاني. بعد النصر الكاثوليكي في معركة الجبل الأبيض عام 1621، صادر الإمبراطور دوقية يوهان غيورغ ورفض إعادتها إلى ورثته بعد وفاته. ولكن، استمر ناخبو براندنبورغ في تأكيد أنفسهم كحكام شرعيين لياجيرندورف. طالب «ناخب براندنبورغ العظيم» فريدريش ويليام عام 1675 بأحقيته في لغنيتسا وفولاو وبريغ عندما انتهت سلالة بياست السيليزية بوفاة دوق لغنيتسا جورج ويليام، ولكن تجاهل الإمبراطور من آل هابسبورغ مطالبات آل هوهنتسولرن وآلت الأراضي إلى ملكية التاج.
عندما انخرطت النمسا في الحرب التركية العظمى في عام 1685، أعطى الإمبراطور ليوبولد الأول الناخب العظيم فريدريش ويليام حق السيطرة المباشرة على مناطق شويبوس السيليزية المستحاطة مقابل الدعم العسكري ضد الأتراك والتنازل عن مطالبات آل هوهنتسولرن المستحقة في سيليزيا. ولكن، بعد اعتلاء ابن الناخب العظيم وخلفه فريدريش الثالث لمنصب ناخب براندنبورغ، استعاد الإمبراطور السيطرة على شويبوس في عام 1694، مدعيًا أن الإقليم عُين مدى الحياة للناخب العظيم الراحل شخصيًا. ردًا على ذلك، أكد فريدريش الثالث بدوره على أحقيات آل هوهنتسولرن القديمة في ياجيرندورف وإرث سلالة بياست السيليزية.

### الخلافة النمساوية
بعد جيلين، وضع فريدريش الثاني من آل هوهنتسولرن المتوج حديثًا كملك بروسيا (أُشير إليه فيما يلي باسم الملك فريدريش) مخططات لسيليزيا بعد فترة وجيزة من توليه العرش البروسي في مايو 1740. حكم الملك فريدريش بأن أحقيات سلالاته كانت موثوقة، وورث من والده جيشًا بروسيًا كبيرًا ومدربًا جيدًا وخزانة ملكية سليمة. كان الوضع الاستراتيجي الأوروبي مواتيًا للهجوم على النمسا، فقد انشغلت بريطانيا وفرنسا ببعضهما، وكانت روسيا في صراع مع السويد؛ وطالبت بافاريا وساكسونيا بأحقياتهما في النمسا وكان من المحتمل أن تشاركان في الهجوم. رغم أن أحقيات سلالة هوهنتسولرن كانت سببًا شرعيًا للحرب، إلا أن الاعتبارات السياسة الواقعية والإستراتيجية الجيولوجية لعبت دورًا رئيسيًا في إثارة الحرب.
نشأت فرصة للمطالبة في براندنبورغ-بروسيا عندما توفي إمبراطور هابسبورغ الروماني المقدس تشارلز السادس في أكتوبر عام 1740 دون وريث ذكر. كان تشارلز السادس قد أسس ابنته الكبرى، ماريا تيريزا، كخليفة لألقابه الوراثية بإصداره للمرسوم العملي عام 1713، التي أصبحت أصوليًّا حاكمًا للنمسا بعد وفاته، وحاكمًا للأراضي البوهيمية والمجرية داخل ملكية هابسبورغ أيضًا. اعترفت الدول الإمبريالية بالمرسوم العملي خلال فترة حكم الإمبراطور تشارلز، ولكن بعد وفاته طعنت العديد من الأطراف بالمرسوم على الفور.
رأى الملك فريدريش في الخلافة النسائية للنمسا لحظة مناسبة للاستيلاء على سيليزيا، واصفًا إياها بأنها «إشارة للتحول الكامل للنظام السياسي القديم» في رسالته فولتير عام 1740. وقال إن المرسوم العملي لا ينطبق على سيليزيا، التي كان يحكمها آل هابسبورغ كجزء من الإمبراطورية الديمقراطية أكثر من كونها ملكية وراثية. زعم فريدريش أيضًا أن والده، الملك فريدريش ويليام الأول، وافق على المرسوم مقابل ضمانات بالدعم النمساوي لأحقيات آل هوهنتسولرن بدوقيات يوليش وبرغ في منطقة رينيش، والتي لم تتحقق أبدًا.
وفي هذا الوقت، تزوج كل من أمير بافريا الناخب تشارلز ألبرت وأمير ساكسونيا الناخب فريدريش أوغسطس الثاني من بنات عم ماريا تيريزا الأكبر سنًا من فرع رفيع المستوى من آل هابسبورغ، واستخدما هذه الروابط لتبرير أحقياتهم بأراضي هابسبورغ في ظل غياب وريث ذكر. كان فريدريش أوغسطس الثاني، الذي حكم بولندا في اتحاد شخصي، مهتمًا بشكل خاص بالسيطرة على سيليزيا لربط مملكتيه في إقليم واحد متجاور (والذي كان يحيط ببراندنبورغ تقريبًا)؛ ولمنع هذا سارعت بروسيا في التحرك ضد النمسا عندما أتاحت الخلافة المتنازع عليها الفرصة.

### التحرك نحو الحرب
انضمت العديد من القوى الأوروبية إلى بروسيا عند إحياؤها لأحقيتها بسيليزيا واستعدادها للحرب ضد النمسا،. أطلق تشارلز ألبرت من ولاية بافاريا دعوى بأحقيته بأراضي هابسبورغ في بوهيميا والنمسا العليا وتيرول، إلى العرش الإمبراطوري، في حين طالب فريدريش أوغسطس من ولاية سكسونيا بمورافيا وسيلسيا العليا. وأملت مملكة إسبانيا ونابولي في الاستيلاء على ممتلكات هابسبورغ في شمال إيطاليا، بينما سعت فرنسا للسيطرة على هولندا النمساوية واعتبرت آل هابسبورغ منافسين تقليديين. انضم الناخبون في كولونيا وبالاتينات إلى هذه البلدان لتشكيل تحالف عرف باسم عصبة نيمفنبورغ، التي هدفت إلى إضعاف أو تدمير ملكية هابسبورغ وموقعها المهيمن بين الولايات الألمانية.
أما النمسا، فقد كانت مدعومة من بريطانيا العظمى (في اتحاد شخصي مع جمهور ناخبي هانوفر)، ومن آل سافويا - سردينيا والجمهورية الهولندية في نهاية المطاف؛ كما وقفت الإمبراطورية الروسية في عهد ابنة القيصر إليزابيث إلى جانب النمسا بشكل غير مباشر في الصراع الأوسع من خلال شن الحرب ضد السويد (حليفة لفرنسا في ذلك الوقت). كانت أهداف ماريا تيريزا في الصراع، أولًا، الحفاظ على أراضيها الوراثية ولقبها، وثانيًا، الفوز أو فرض الدعم لانتخاب زوجها، فرانسيس ستيفن دوق لورين، كإمبراطور روماني مقدس، والدفاع عن التفوق التقليدي لسلالتها داخل ألمانيا.
بعد وفاة الإمبراطور تشارلز في 20 أكتوبر، قرر الملك فريدريش الهجوم بسرعة؛ وفي 8 نوفمبر أمر بتعبئة الجيش البروسي، وفي المقابل وعد بالاعتراف بالمرسوم العملي وإعطاء صوته كناخب براندنبورغ في الانتخابات الإمبراطورية لزوج ماريا تيريزا. لكنه لم ينتظر الرد، وتقدم هو وقواته نحو سيليزيا.